# Vacha
Vacha é uma cidade da Alemanha localizada no distrito de Wartburgkreis, estado da Turíngia.
A cidade de Vacha é membro e sede do Verwaltungsgemeinschaft de Vacha.